# Дат-оле-Хус
Дат-оле-Хус (нем. Dat ole Hus, «Старый дом» на нижненемецком) — краеведческий музей в Аукруге района Рендсбург-Экернфёрде в земле Шлезвиг-Гольштейн (Германия).

## История
Музей расположен в доме, который был построен ок. 1700 года и перестроен в первоначальном виде в 1804 году после пожара. В 1961 году супружеская пара Эдит и Вернер Хаушильдт создали в доме и на окружающей территории частный фольклорный музей и музей под открытым небом. В 1970 году было открыто музейное кафе, в котором готовят горячие вафли на старых дровяных печах.
Муниципалитет приобрёл дом в 2011 году, а в январе 2016 года была основана ассоциация поддержки для управления музеем.

## Здания и экспозиция
Музей представляет собой типичный нижненемецкий фермерский дом с двумя выступающими фронтонами, обшитыми досками, и соломенной крышей. В 1724 году ферма впервые была включена в официальные отчеты. Ферма имела право управлять пабом и винокурней. Дом был уничтожен во время большого пожара в Бюнцене (район Аукруга) в 1803 году и был перестроен в 1804 году на том же месте и в той же форме. Он состоит из двух квартир, каждая из которых оборудована гостиной, пристенной кроватью, традиционной нижненемецкой печью, кухней и кладовой, а также конюшней в коридоре. До установки дымохода в 1907 году дом отапливался по-чёрному, когда дым выводился через коридор, общий для обеих квартир.
В музее в ходе экскурсии можно осмотреть внутреннее убранство, которое дает яркое представление о сельской культуре проживания с XVIII по начало XX века. Сельскохозяйственные орудия, выставленные в хлеву, сарае и на пасеке, относятся к этому же периоду. В музее регулярно проводятся специальные выставки.

### Интерьер

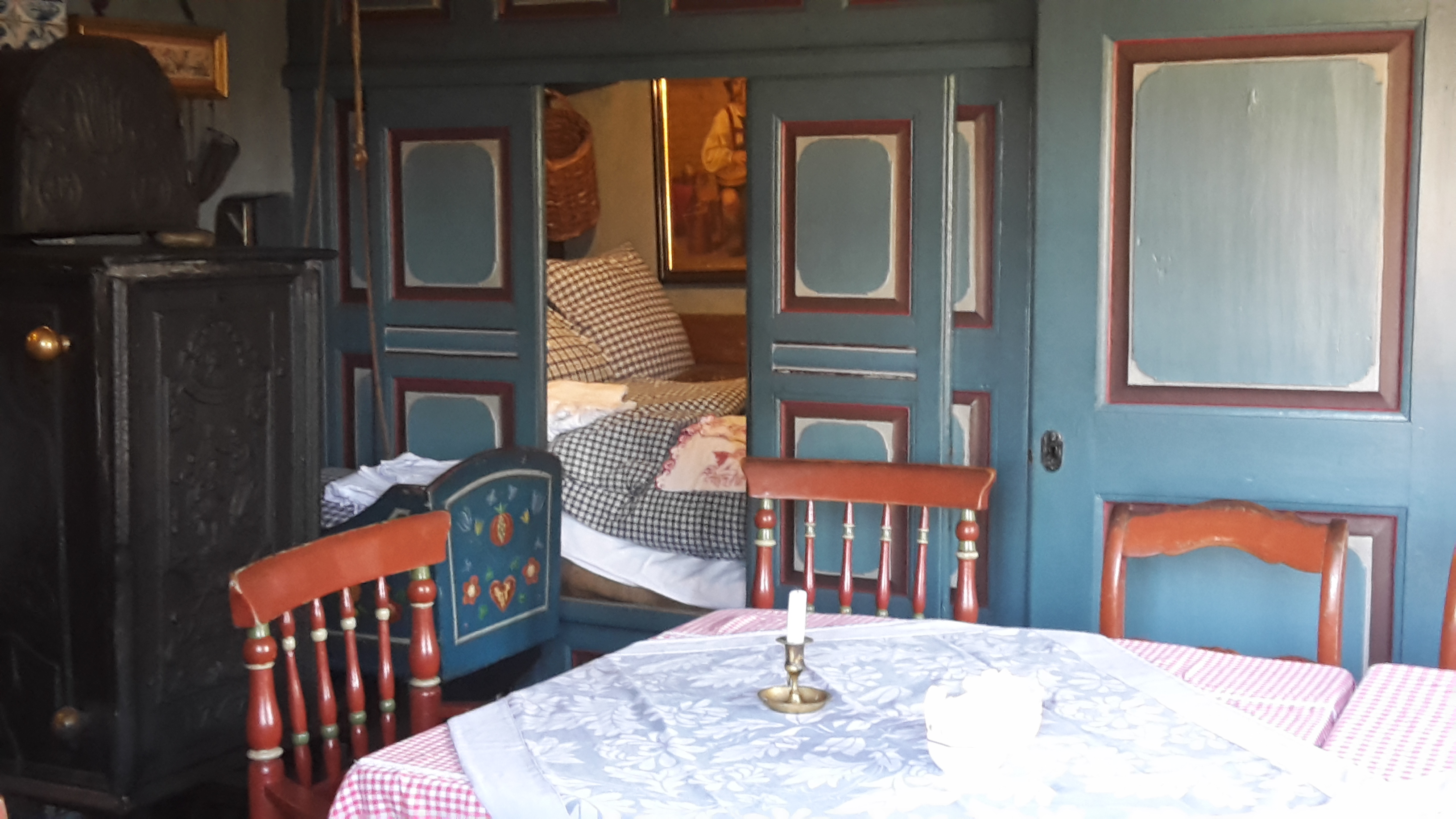
Гостевая комната
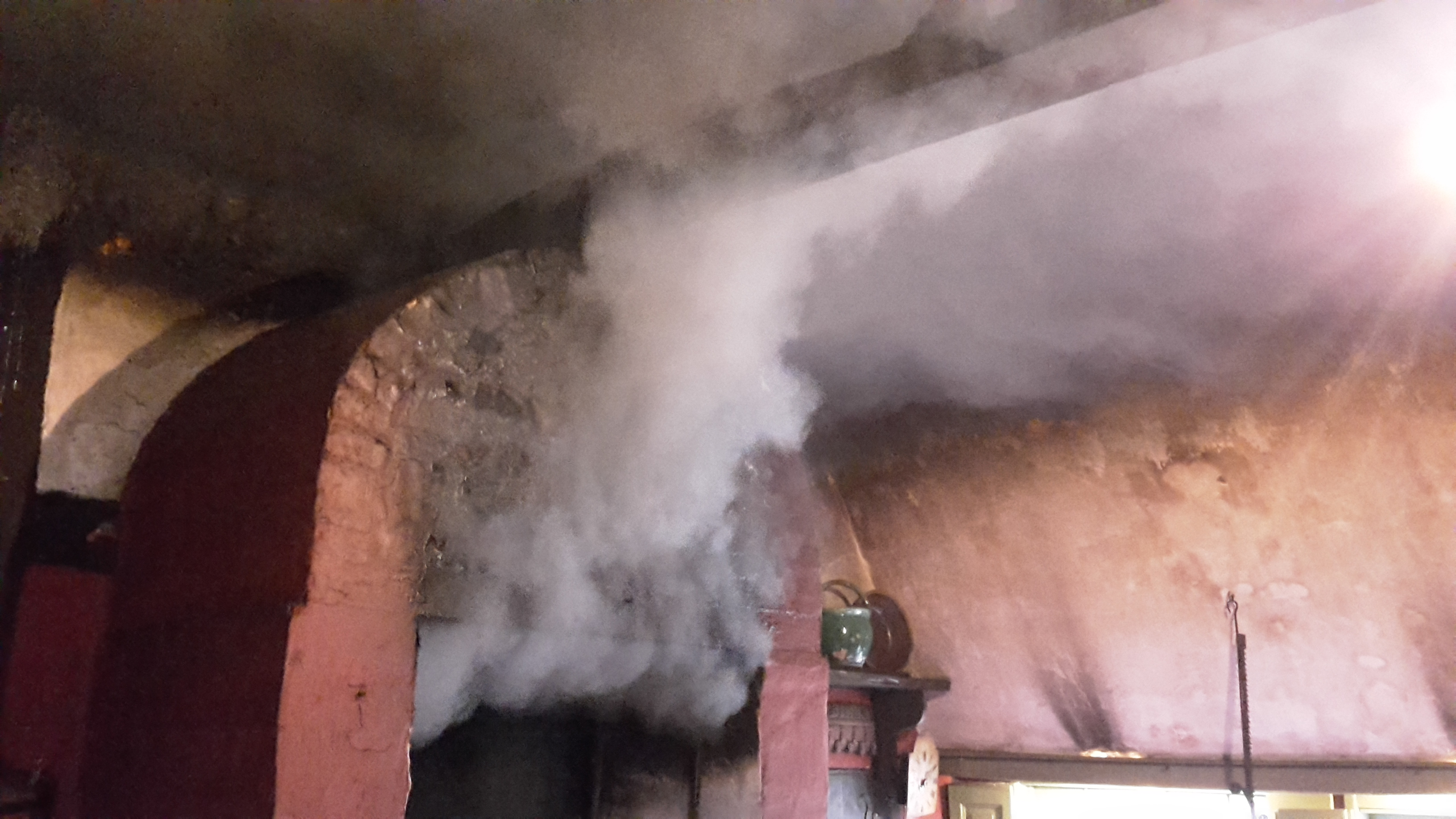
Печь
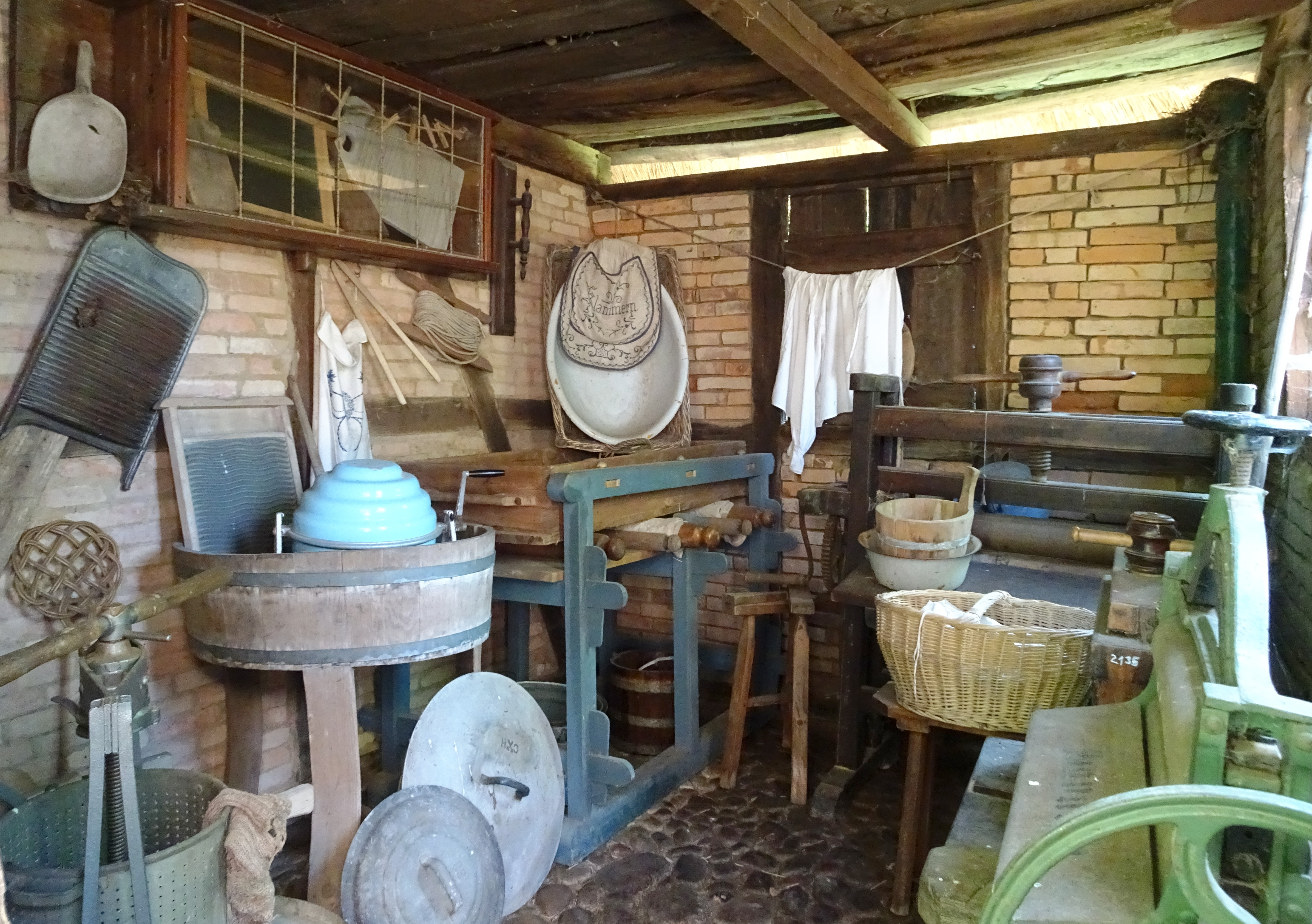
Прачечная

### Музей под открутым небом

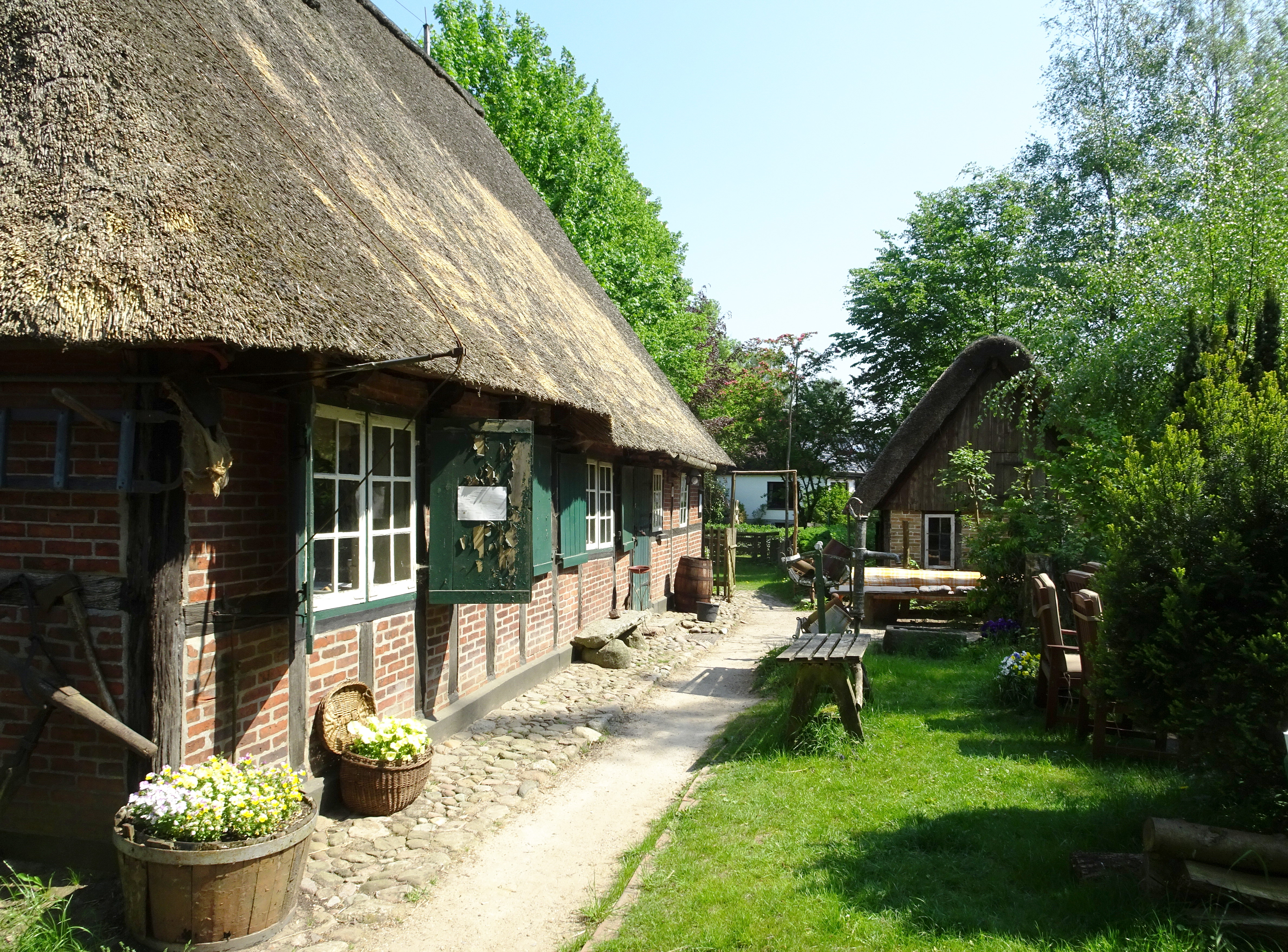
Вид на Дат-оле-Хус
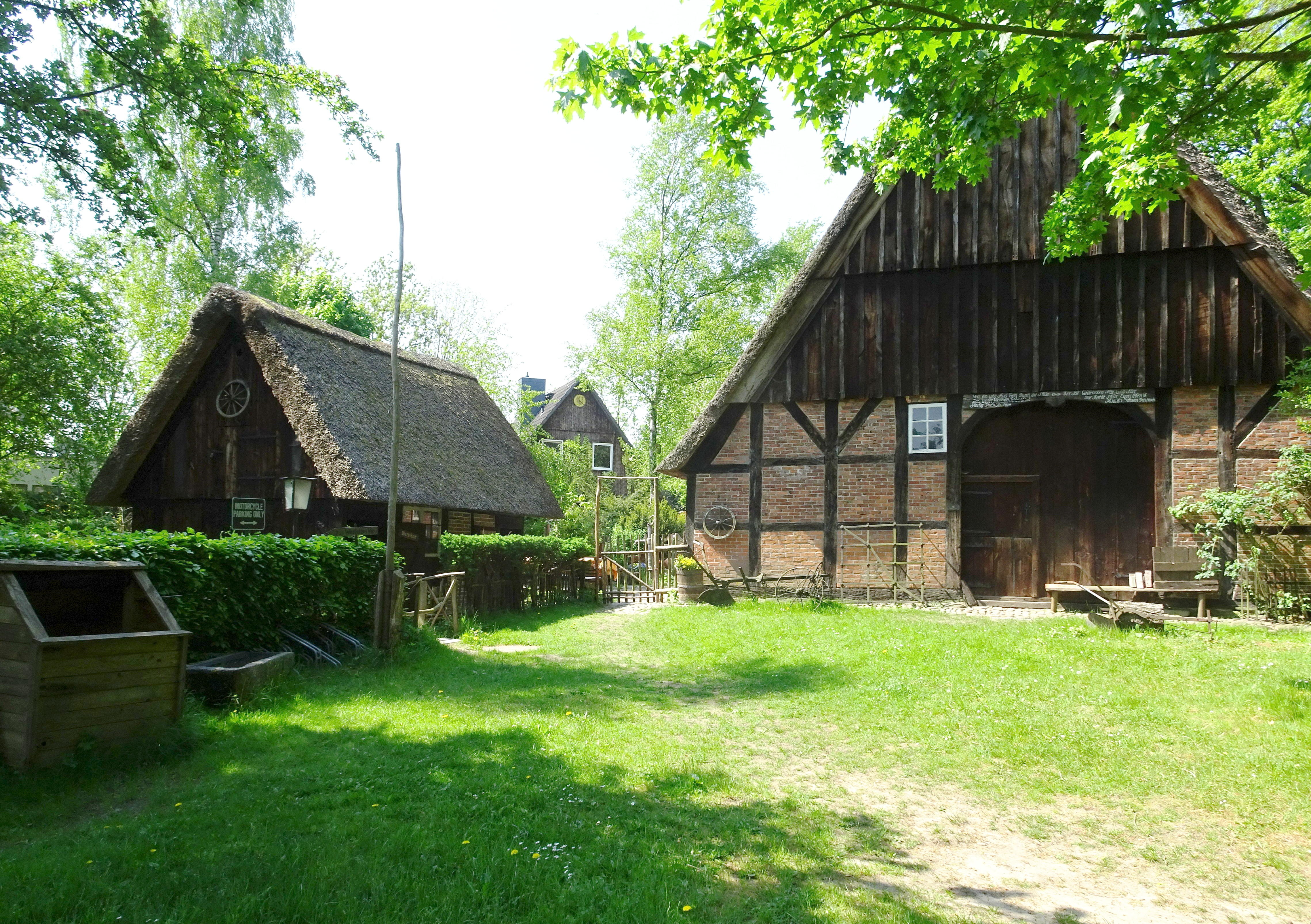
Вид на дом сзади и конюшню
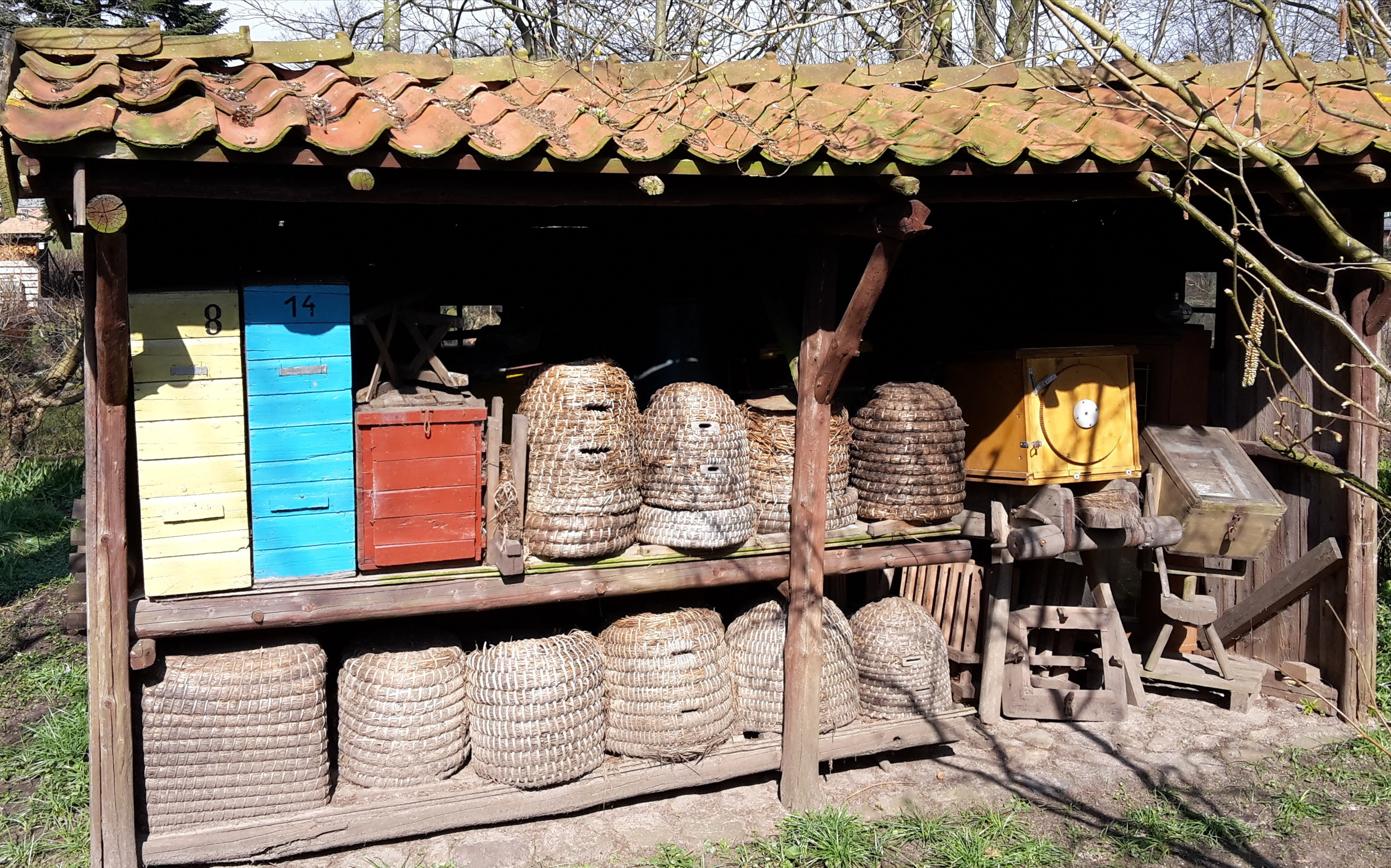
Пасека